# 1497
Évszázadok: 14. század – 15. század – 16. század
Évtizedek: 1440-es évek – 1450-es évek – 1460-as évek – 1470-es évek – 1480-as évek – 1490-es évek – 1500-as évek – 1510-es évek – 1520-as évek – 1530-as évek – 1540-es évek
Évek: 1492 – 1493 – 1494 – 1495 –  1496 – 1497 – 1498 – 1499 – 1500 – 1501 – 1502

## Események

### Határozott dátumú események
- február 7. – Bruciamento: a farsang húshagyókeddjén Firenzében Girolamo Savonarola követői ezrével égetik el máglyán az „erkölcstelen” művészi alkotásokat, luxustárgyakat.
- május 10. – Amerigo Vespucci állítólag elindul Cádiz kikötőjéből első újvilági útjára.
- május 13. – VI. Sándor pápa kiközösíti Girolamo Savonarolát.
- május 20. – John Cabot elindul Bristolból, hogy felfedezze az Északnyugati átjárót.
- június 17. – A deptford bridge-i csata, VII. Henrik angol király serege nagy vereséget mér a Michael An Gof vezette csapatokra.
- június 24. – John Cabot partra száll Észak-Amerikában.
- július 8. – Vasco da Gama indiai felfedező útra indul.
- október 26.–29. – III. István legyőzi I. János lengyel királyt a koźmini csatában.
- november 7. – II. Filibert savoyai herceg (II. Fülöp fia) trónra lépése (1504-ig uralkodik).
- november 22. – Vasco da Gama megkerüli a Jóreménység fokát.[1]
- december 20. – Bakócz Tamás az egri püspökséget elcseréli Estei Hippolittal az esztergomi érseki cím ellenében.[2][3]

### Határozatlan dátumú események
- szeptember – III. Iván moszkvai nagyfejedelem kibocsájtja az új, egységes törvénykönyvet (szugyebnyik).[4][5]
- az év folyamán –
  - A lengyelek megtámadják Moldvát.[6]
  - Budán humanista kör alakul Dunai Tudós Társaság néven ifjabb Vitéz János[7] veszprémi püspök (az 1472-ben elhunyt Vitéz János esztergomi érsek unokaöccse) elnökletével.
  - Albrecht Dürer megfesti a neki Európa- szintű hírnevet hozó Apokalipszis-metszeteket.

## Születések
- január 26. – Go-Nara japán császár (†1557);
- február 16. – Philipp Melanchthon humanista (†1560);[8]
- augusztus 18. – Francesco da Milano – itáliai zeneszerző (†1543);
- Pedro de Valdivia konkvisztádor, Santiago de Chile alapítója (†1554);
- október 28. – Batthyány Ferenc horvát bán († 1566)[3]
- december – Aragóniai N., Aragóniai János asztúriai herceg és Habsburg Margit ausztriai főhercegnő egyetlen, utószülött gyermeke, a katolikus királyok, I. Izabella kasztíliai királynő és II. Ferdinánd aragóniai király unokája (†1497)

## Halálozások
- november 7. – II. Fülöp savoyai herceg
- december – Aragóniai N., Aragóniai János asztúriai herceg és Habsburg Margit ausztriai főhercegnő egyetlen, utószülött gyermeke, a katolikus királyok, I. Izabella kasztíliai királynő és II. Ferdinánd aragóniai király unokája (*1497)